# Til Schweiger
Tilman Valentin Schweiger (* 19. prosince 1963) je německý herec, režisér, scenárista a filmový producent.
Narodil se ve Freiburgu v Německu. Vzal si za ženu americkou modelku Danu Carlson 19. června 1995. Pár má společně 4 děti: Valentin Florian (nar. 1995), Luna Marie (nar. 1997), Lilli Camille (nar. 1998) a Emma Tiger (nar. říjen 2002). Rozešli se v roce 2005, a jsou rozvedeni od roku 2014 . V roce 2007 si zahrál společně se svými všemi dětmi v jeho filmu Zajíček bez oušek.
Od 2013 Til Schweiger také produkuje se svými dcerami reklamy (Watchever,VHV Gruppe) 

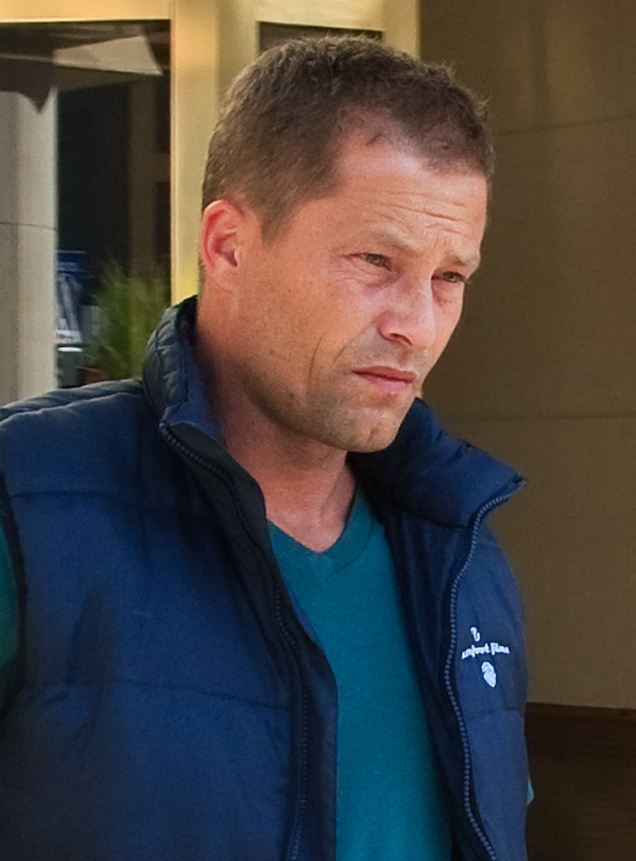
Schweiger v roce 2009 na Mezinárodním filmovém festivalu v Torontu

## Filmografie
- Lindenstraße (1989-1992) jako Jo Zenker
- Manta, Manta (1991) jako Bertie
- 4% muž v akci (Der Bewegte Mann) (1994) jako Axel Feldheim
- Männerpension (1995) jako Steinbock
- Klepání na nebeskou bránu (1997) jako Martin Brest
- Bastard (1997) jako Brute
- Jidášův polibek (1998) jako Ruben Rubenbauer
- SLC Punk! (1998) jako Mark
- Střelci na útěku (1998) jako Ryker
- Der Eisbär (1998) jako Leo
- Der Grosse Bagarozy (1999) jako Stanislaus Nagy
- Magicians (2000) jako Max
- Formule! (2001) jako Beau Brandenburg
- Tajemství sexu (2001) jako Monty
- Zúčtování s minulostí (Was tun, wenn's Brennt?) (2001) jako Tim
- Lara Croft - Tomb Raider: Kolébka života  (2003) jako Sean
- Král Artuš (2004) jako Cynric
- V rukách nepřítele (In Enemy Hands/U-Boat) (2004) jako kapitán Jonas Herdt
- (T)Raumschiff Surprise – Periode 1 (2004) jako Rock Fertig Aus
- Deuce Bigalow: European Gigolo (2005) jako Heinz Hummer
- Barfuss  (2005) jako Nick Keller
- One Way  (2006) jako Eddie Schneider
- Already Dead (2007)
- Body Armour (2007) jako John Ridley
- Zajíček bez oušek (Keinohrhasen) (2007) jako Ludo Decker
- Rudý baron (2008) jako Werner Voss
- Far Cry  (2008) jako Jack Carver
- Phantomschmerz (2008) jako Marc
- 1 1/2 Ritter - Auf der Suche nach der hinreißenden Herzelinde (2008) jako rytíř Lanze
- Hanebný pancharti (Inglourious Basterds) (2009) jako seržant Hugo Stiglitz
- Zweiohrküken (Keinohrhasen 2) (2009) jako Ludo Decker